# Yang Shangkun
Dans ce nom chinois, le nom de famille, Yang Shangkun, précède le nom personnel.
Yang Shangkun (杨尚昆, pinyin : Yáng Shàngkūn) (5 juillet 1907 – 14 septembre 1998) est un homme d'État chinois. Il exerce les fonctions de président de la république populaire de Chine de 1988 à 1992, et est également l'un des vice-présidents de la Commission militaire centrale.

## Biographie
Né à Tongnan, dans la province du Sichuan, Yang Shangkun fait partie du groupe des 28 bolcheviks qui étudient à l’université Sun Yat-sen de Moscou entre la fin des années 1920 et le début des années 1930.
Il participe à la Longue Marche. Il occupe des positions importantes au Comité central du Parti communiste chinois de 1956 à 1966, mais est rétrogradé durant la révolution culturelle. Il est réhabilité en 1978 et élu président du Politburo en 1982 (dans le 12e Politburo du PCC puis le 13e). En tant que président, avec Deng Xiaoping, il joue un rôle important dans la répression du mouvement estudiantin de la place Tian’anmen. Son fils, Yang Jianhua, commande la 27e armée qui est appelée de la province du Hebei pour réprimer la manifestation.
Ayant une grande influence au sein de l’Armée populaire de libération, il est éliminé par Deng Xiaoping en 1992 car il faisait de l'ombre à Jiang Zemin. Son retrait ainsi que celui de son frère, Yang Baibing, forcent un grand nombre d’officiers de haut rang de leurs amis à démissionner. Son épouse est décédée en 1985 à 74 ans[réf. nécessaire].